# Tapis de Kerman
 (juillet 2016).
Le tapis de Kerman est un type de tapis persan.
La réputation des tapis de Kerman est due, en partie, à l'excellence des dessinateurs de cartons (ostad), très habiles, qui ont su garder le sens de la tradition. Les motifs révèlent parfois une influence occidentale. En effet, au début du XXe siècle, de riches importateurs de tapis financèrent des ateliers dans lesquels les maîtres adaptèrent par la suite leurs cartons aux goûts des Occidentaux.
On distingue quatre qualités de tapis de Kerman : 70, 80, 90, 100. Ces chiffres correspondent au nombre de fils dans un ghireh (= 7 cm). Les tapis de qualité 70 contiennent donc 2 500 nœuds/dm2.

## Description
Le Kerman est toujours à fleurs et la plupart du temps possède un médaillon qui se détache sur fond uni. Les motifs du médaillon sont repris dans la bordure et les quatre écoinçons (coins). Parfois le décor du champ révèle l'influence des miniaturistes dans des tapis à décor végétal et animalier, plus rarement des scènes de chasse. Le boteh (motif en forme d'amande) est souvent employé. La bordure, classique, est composée d'une bande centrale et de deux bandes secondaires.